# Âme brisée
Âme brisée est un roman de l'écrivain japonais Akira Mizubayashi paru le 29 août 2019 aux éditions Gallimard. Il a reçu le prix des Libraires en 2020.

## Historique
Akira Mizubayashi, l'auteur, est un écrivain japonais d'origine, mais qui écrit aujourd'hui en français.
Primé par de nombreux prix littéraires locaux au cours de l'année 2020, le roman reçoit le 3 juin 2020 le prix des libraires 2020 décerné par un ensemble de 1 600 libraires et parrainé par Gaëlle Nohant cette année-là,,. Le lauréat étant au Japon au moment de la remise du prix, c'est Jean-Marie Laclavetine, son éditeur chez Gallimard, qui le reçoit en son nom et en comité restreint en raison de la pandémie de Covid-19.

## Résumé
Tokyo, 1938, un violoniste japonais répète en quatuor avec trois musiciens chinois, jusqu'à ce qu'un militaire détruise le premier violon de cet ensemble en le foulant sous sa botte ce qui brise son âme, pièce essentielle de l'instrument.
Le fils du violoniste japonais arrêté assiste à cette  scène, caché dans une armoire.  L'orphelin ensuite recueilli par un auditeur français de ce quatuor puis ramené en France devient luthier et reconstitue l'instrument.
Au cours des années 2000, trois survivants ou descendants parviennent à se rencontrer, et à faire revivre le violon.

## Œuvres musicales clés
L'ouvrage s'organise autour de trois œuvres musicales.
- Quatuor à cordes en la mineur opus 29 "Rosamunde" de Franz Schubert
- La Gavotte en rondeau, Partita no 3 en mi majeur de Jean-Sébastien Bach
- Concerto à la mémoire d'un ange de Alban Berg

## Éditions
- Éditions Gallimard, coll. « Blanche », 2019  (ISBN 9782072840487)[2]
- Éditions Gallimard, coll. « Folio », no 6941, 2021  (ISBN 978-2-072-92121-6), 272 p.